# Мустафа Кемал Ататурк
Мустафа Кемал Ататурк (тур. Mustafa Kemal Atatürk; Солун, 19. мај 1881 — Истанбул, 10. новембар 1938) био је турски фелдмаршал, револуционарни државник, књижевник и оснивач модерне Републике Турске. Од 1923. до своје смрти 1938. био је председник Турске. Идеолошки секулариста и националиста, његове политике и теорије су постале познате као кемализам. Спроводио је политику позападњивања, потискујући религију, уводећи западну моду, еманципујући жене, намећући презимена, реформишући правни систем и замењујући арапско писмо латиничним. Један је од најзначајнијих државника двадесетог века.
Рођен је у Солуну, у Грчкој која је била под контролом Турака, и са очеве стране посвећен војној служби, био је један од најбољих дипломаца у војној академији. Као млади официр критиковао је владу Османског царства и ушао је у Турски национални комитет јединства и напретка. Ипак, током Првог светског рата ратовао је за владу, победивши Савезнике на Галипољу. Кад је коначна савезничка победа довела британске, француске и италијанске трупе у Анатолију, био је задужен да тамо поврати ред, те је искористио је прилику да подстакне народ против савезничких нападача. Након пораза и накнадног распуштања царства, он је предводио Турски национални покрет, који се одупирао подели турске територије међу победничким снагама савезника. Грчка и Јерменија које су турским поразом добиле нове територије, супротставиле су се турским националистима, али он је успоставио привремену владу у данашњој престоници Турске Анкари, и савладао сав отпор у рату који се касније назван Турски рат за независност. Он је затим укинуо оронуло Османско царство и прогласио је 1923. успостављење Турске Републике на његовом месту.
Као председник новоформиране Турске Републике, Ататурк је иницирао ригорозни програм политичких, економских и културних реформи са ултиматним циљем изградње модерне, прогресивне, и световне националне државе. Он је учинио основно образовање слободним и мандаторним, и отворио хиљаде нових школа широм земље. Он је исто тако увео латинично заснован турски алфабет, замењујући стари Отомански турски алфабет. Турске жене су добиле равноправна грађанска и политичка права током Ататурковог председништва, раније од многих западних земаља. Специфично, женама је дато право да гласају на локалним изборима Законом бр. 1580 дана 3. априла 1930, а неколико година касније, 1934, пуно универзално право гласа.
Његова влада је спроводила политику туркификације покушавајући да створи хомогену и јединствену нацију. Под Ататурком, вршен је притисак на нетурске мањине да говоре турски у јавности, нетурски топоними и презимена припадника мањина су мењани у турске облике.
Турски парламент му је доделио презиме Ататурк („отац Турака“) 1934, као знак признања за улогу коју је играо у изградњи модерне турске Републике. Током 1937, појавили су се први знаци погоршавања Ататурковог здравља. Почетком 1938, док је био на путу за Јалову, озбиљно се разболео и отишао је у Истанбул ради лечења. Дијагнозирана му је цироза јетре. Умро је 10. новембра 1938. у палати Долмабахче, у Истанбулу, где је и провео последње дане живота. У његову част, сви сатови у палати су заустављени и показују 9:05 часова ујутру, време када је он преминуо. Наследио га је као председника његов дугогодишњи премијер Мустафа Исмет Инени, и одата му је почаст државним погребом. Године 1953. је изграђен и отворен његов маузолеј, која је окружен парком званим Парк мира у част његовог познатог израза „Мир у кући, Мир у свету”.
Године 1981, за стогодишњицу Ататурковог рођења, његово сећање су почаствовали УН и Унеско, који су је прогласили Годином Ататурка у свету и усвојили Резолуцију о Ататурковој стогодишњици, описујући га као „вођу прве борбе против колонијализма и империјализма” и као „изузетног промотера осећаја разумевања између народа и трајног мира међу народима света и да је целог живота радио на развоју хармоније и сарадње између народа без прављења разлика”. Ататурк је комеморисан многим споменицима широм Турске, као и у бројним земљама широм света где су места именована у његову част. Елефтериос Венизелос, бивши премијер Грчке, предложио је Ататурково име 1934. године за Нобелову награду за мир.

## Младост
Мустафа Кемал Ататурк је рођен (под именом Ali Rıza oğlu Mustafa) почетком 1881, у Ахмет Субаши кварту или у кући (сачуваној као музеј) у Ислахтан улици (сад улици Апостолоу Павлоу) у кварту Паша Коца Касим у Солуну, Отоманско царство (у данашњој Грчкој), од оца Али Ризе ефендије, војног официра, титуларног служвеника и трговца дрвима, и мајке Зубејде Ханим. Само један Мустафин сродник, сестра по имену Макбул (Адатан) је преживела детињство; она је умрла 1956. године Према Ендру Мангу, његова фамилија је била муслиманска, говорили су турски и несигурно припадали средњој класи. За његовог оца Али Ризу неки аутори сматрају да је био албанског порекла; међутим, према Фалиху Рифки Атају, Вамику Д. Волкану, Норману Итзковичу, Мјујгану Кунбару, Нуман Картал и Хасану Изетин Динаму, преци Алија Ризе су били Турци, ултиматно пореклом из Соке у Ајдин вилајету Анатолије. Сматра се да је њеегова мајка Зубејда била турског порекла, а према Шевкет Суреји Ајдемиру, она је била јуријског порекла.
Његово име је Мустафа, а његово друго име Кемал (са значењем перфекција или зрелост) му је дао његов учитељ математике, капетан Ускуплу Мустафа Ефенди, „у дивљењу његовој способности и зрелости” према Афет Инан, и према Али Фуат Цебесоју, јер је његов учитељ желео да истакне свог ученика који је имао исто име као и он, мада његов биограф Ендру Манго сматра да је он сам изабрао то име као израз поштовања према националистичком песнику Намику Кемалу. Током његових раних година, његова мајка је подстицала Мустафу Кемала да похађа верску школу, нешто што је он учинио нерадо и само на кратко. Касније је он похађао Шемси Ефенди школу (приватну школу са превасходно секуларни курикулумом) у вољи његовог оца. Његови родитељи су желели да учи трговину, али без консултовања са њима, Мустафа Кемал је полагао пријемни испит за Војну школу у Солунину (Selanik Askeri Rüştiyesi) 1893. године. Он се уписао у Манастирску војну средњу школу 1896. године у Битољу. Дана 14. марта 1899, он се уписао у Отоманску војну академију у кварту Пангалтију у Шишли округу Отоманског престоничког града Константинопоља (сада Истанбула) и дипломирао је 1902. године. Он је касније дипломирао и на Отоманском војном колеџу у Константинопољу 11. јануара 1905.